# Coquillettidia
Coquillettidia is een muggengeslacht uit de familie van de steekmuggen (Culicidae).

## Soorten
- C. albicosta (Peryassú, 1908)
- C. albifera (Prado, 1931)
- C. annettii (Theobald, 1901)
- C. arribalzagae (Theobald, 1903)
- C. aurata (Dobrotworsky, 1962)
- C. aurea (Edwards, 1915)
- C. aureosquammata (Ludlow, 1909)
- C. aurites (Theobald, 1901)
- C. buxtoni (Edwards, 1923)
- C. crassipes (van der Wulp, 1881)
- C. cristata (Theobald, 1904)
- C. chrysonotum (Peryassú, 1922)
- C. chrysosoma (Edwards, 1915)
- C. fasciolata (Lynch Arribálzaga, 1891)
- C. fijiensis (Belkin, 1962)
- C. flavocincta (Edwards, 1936)
- C. fraseri (Theobald, 1911)
- C. fuscopennata (Theobald, 1903)
- C. fuscopteron (Theobald, 1911)
- C. giblini (Taylor, 1914)
- C. grandidieri (Blanchard, 1905)
- C. hermanoi (Lane & Coutinho, 1940)
- C. hodgkini (Wharton, 1962)
- C. iracunda (Walker, 1848)
- C. juxtamansonia (Chagas, 1907)
- C. karandalaensis (Wolfs, 1951)
- C. linealis (Skuse, 1889)
- C. lutea (Belkin, 1962)
- C. lynchi (Shannon, 1931)
- C. maculipennis (Theobald, 1911)
- C. memorans (Bonne-Wepster, 1930)
- C. metallica (Theobald, 1901)
- C. microannulata (Theobald, 1911)

- C. neivai (Lane & Coutinho, 1940)
- C. nigricans (Coquillett, 1904)
- C. nigritarsis (Wolfs, 1958)
- C. nigrithorax (Theobald, 1910)
- C. nigrochracea (Bonne-Wepster, 1930)
- C. nigrosignata (Edwards, 1917)
- C. nitens (Cerqueira, 1943)
- C. novochracea (Barraud, 1927)
- C. ochracea (Theobald, 1903)
- C. perturbans (Walker, 1856)
- C. pseudoconopas (Theobald, 1910)
- C. richiardii (Ficalbi, 1889)
- C. rochei (Doucet, 1951)
- C. samoaensis Stone, 1966
- C. schoutedeni (Wolfs, 1948)
- C. shannoni (Lane & Antunes, 1937)
- C. tenuipalpis (Edwards, 1924)
- C. vanoyei (Wolfs, 1948)
- C. variegata (Dobrotworsky, 1962)
- C. venezuelensis (Theobald, 1912)
- C. versicolor (Edwards, 1913)
- C. voltaensis (Danilov, 1982)
- C. wahlbergi (Edwards, 1936)
- C. xanthogaster (Edwards, 1924)